# Spartak Moscou – Zénith Saint-Pétersbourg en football
La rivalité entre le Spartak Moscou et le Zénith Saint-Pétersbourg est l'une des plus féroces rivalités de football en Russie. Elle oppose le Spartak situé à Moscou, le club le plus populaire du pays et surnommé « l'équipe du peuple », au Zenith basé à Saint-Pétersbourg et deuxième club le plus populaire. La rivalité sportive a pour fond la rivalité profonde qui existe depuis le XVIIIe siècle entre les villes de Moscou et Saint-Pétersbourg, respectivement actuelle et ancienne capitale du pays,. 
La première opposition remonte au 8 août 1936, le Spartak s'imposant en coupe sur la pelouse des Stalinets (nom du Zénith à l'époque) trois buts à zéro. Le premier match de championnat date lui de 1939, rencontre dans laquelle où un penalty, un but contre son camp et une expulsion ont eu lieu. Depuis, les deux clubs se sont rencontrés plus de 120 fois en championnat d'URSS puis de Russie.
Pendant la période soviétique, le Zénith peinait à concurrencer le Spartak. Là où les Moscovites ont remporté douze championnats d'URSS et dix  coupes d'URSS, le Zénith ne possède qu'un championnat et une coupe soviétiques. 
Mais à partir des années 2000, le Zénith se fait sa place sur la scène nationale et les duels entre les deux équipes sont très souvent l'occasion de disputer soit le titre de champion soit les places européennes (Ligue des Champions, Ligue Europa). Même si le Spartak a remporté à neuf reprises le Championnat de Russie et trois fois la Coupe de Russie, son dernier titre remonte à 2003 et depuis cette date le Zénith a remporté trois championnats mais aussi un titre continental, la coupe UEFA 2007-2008.

## Navigation
- Spartak Moscou
- Zénith Saint-Pétersbourg
- Championnat de Russie de football
- Liste de derbies et de rivalités dans le football